# جزيرة الكنز
جزيرة الكنز (بالإنجليزية: Treasure Island) هي رواية مغامرات من تأليف الكاتب الإسكتلندي روبرت لويس ستيفنسون، تروي قصة «قراصنة وذهب مدفون». وقد نشرت الرواية في كتاب أول مرة عام 1883، غير أنها كانت تنشر في الأصل على هيئة حلقات في مجلة الأطفال «الفتيان الصغار» Young Folks خلال الفترة (1880 - 1882) تحت عنوان جزيرة الكنز أو تمرد الهيسبانيولا والاسم المستعار كابتن جورج نورث.
أتت فكرة جزيرة الكنز من لعبة لعبها الكاتب مع الصغير لويد أوزبورن ابن زوجته. تعتبر “جزيرة الكنز” قمة روايات الأديب البريطاني روبرت لويس ستيفنسون، وقد استوحى أحداثها من حكاية كنز مدفون، رسم أول خيالاتها في ذهنه وهو يخطط لجزيرة خيالية ليسلّي بها ابن زوجته في يوم عطلة. وحين صدرت روايته، وكان ينشرها على حلقات، أسماها في البدء “طاهي البحر” فلم تُقابَل بما كان يؤمل أن تنال من نجاح، فأعاد طبعها بعد أن استبدل اسمها بـ”جزيرة الكنز”، وفي حين كانت تنشر في مجلة أطفال من قبل صارت بعد ذلك مجلداً تاماً.

## ملخص الرواية

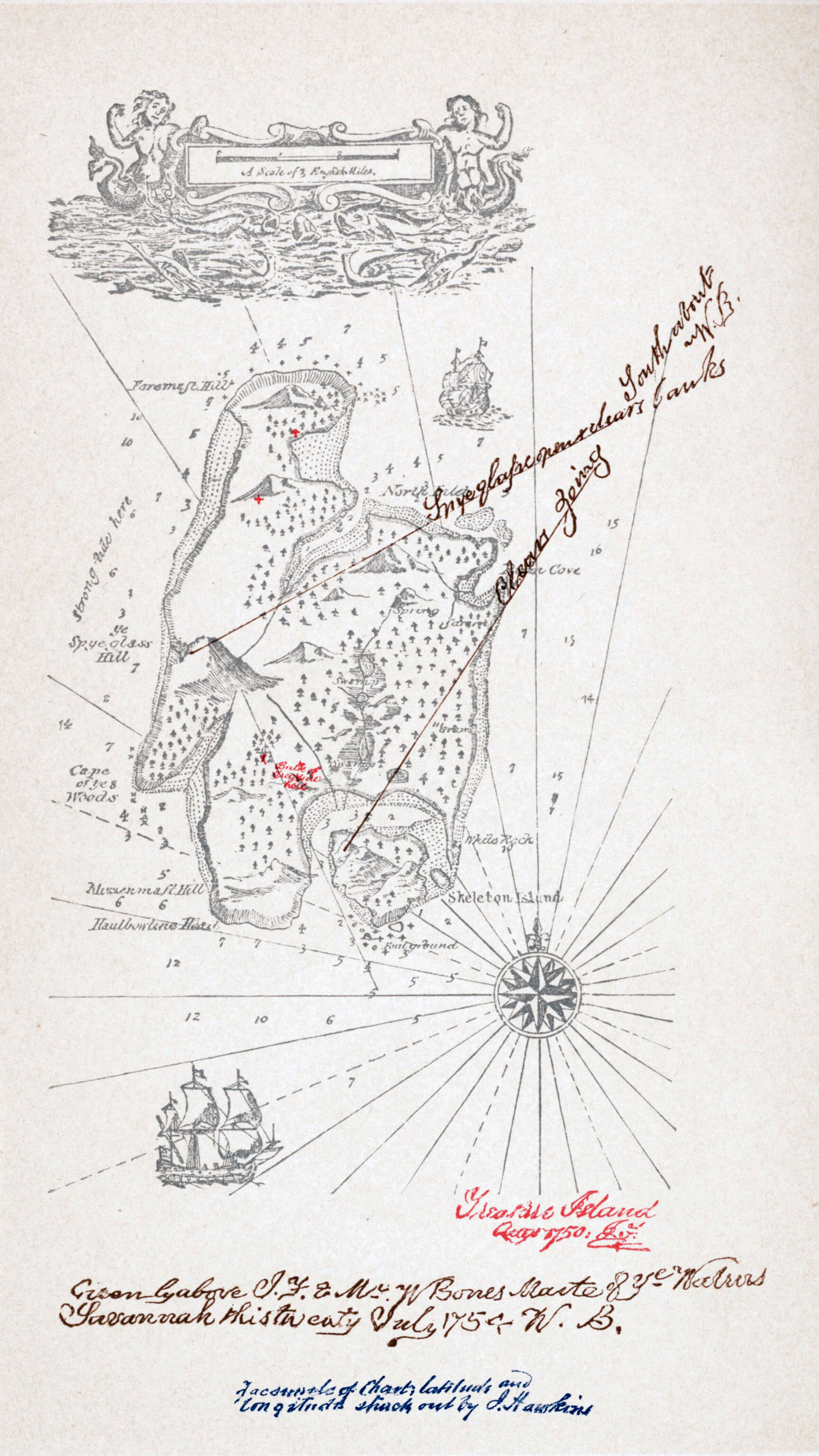
خريطة رسمها روبرت لويس ستيفنسون.

وأحداث رواية “جزيرة الكنز” تُروى على لسان الصبي “جيم هوكنز” الذي كان يعيش مع أمه في منزل صغير عُرف باسم “أمير البحر بنبو” بالقرب من البحر. وفي يوم يدخل النزل قبطان سفينة قديم يدعى “بيلي بونز” ليقيم فيه عدة أيام. وقد كان “بيلي” هذا يمتلك خريطة سرية لجزيرة نائية أودع فيها الكابتن “فلنت” الرهيب كنزه.
تتوالى الأحداث ويموت القبطان “بونز” وتقع الخريطة بيد “جيم” الذي يسلّمها بدوره إلى الطبيب “ليفزي”، فيجمع هذا الأخير كوكبة من الرجال ويركبون متن سفينة في رحلة طويلة بحثاً عن الكنز، وكانوا اختاروا طاقم بحارة للسفينة قبل إقلاعهم، ولكن لسوء حظهم فقد كان معظم البحارة قراصنة غدّارين، كان هدفهم من الرحلة الاحتفاظ بالكنز، ولذلك يجد “جيم” والطبيب والسيد “ترلاوني” المالك أنفسهم محاطين بشرذمة من القتلة وهم في عرض البحر.
جزيرة نائية… كنز دفين… سفينة في عرض البحر… ورجال يتربّصون ببعضهم الدوائر… أحداث شيقة سيكتشف القارئ متعة متابعتها.

### شخصيات أخرى
- السيدة والسيد هوكينز: (والدا جيم هوكينز ومالكا نزل الأميرال بنبو.)
- الكلب الأسود: واحد من أصحاب بيو الضرير وعضو سابق في طاقم القبطان فلينت.
- توم ردروث: حارس طرائد العمدة تريلوني، يذهب معه إلى الجزيرة ويقتله المتمردون بطلقة نارية قبل الاعتداء على البيت الخشبي.
- ريتشارد جويس: واحد من خدمي العمدة تريلوني، يرافقه إلى الجزيرة ويقتله متمرد بطلقة نارية تخترق رأسه خلال الاعتداء على الحصن.
- جون هانتر: الخادم الآخر للعمدة تريلوني، يذهب أيضا معه إلى الجزيرة ويقع مغشيا عليه خلال هجوم المتمردين ولاحقا يموت وهو في هذه الحال لجروحه البليغة.
- أبراهام غراي: نجار سفينة الهيسبانيولا، يكاد ينضم للمتمردين لكن يلتحق بالطرف الآخر حين يأمره بذلك القبطان سمولت. ينقذ حياة جيم بقتل جوب أندرسن خلال الهجوم على البيت الخشبي ويطلق النار على المتمردين لاحقا في مخبأ الكنز. يغادر الجزيرة بعد ذلك مع جيم هوكينز والدكتور ليفزي والعمدة تريلوني والقبطان سمولت ولونغ جون سيلفر وبن غان. ينفق جزءا من حصته من الكنز في دراسته، ويتزوج بعد ذلك ويصبح من مالكي سفينة شراعية.
- توم مورغان: قرصان سابق كان فردا من طاقم فلينت، وواحد من القراصنة الثلاث المتروكين على الجزيرة عند نهاية الرواية.
- جوب أندرسن: سفان الهيسبانيولا وأحد قادة التمرد، يلقى حتفه خلال محاولة اقتحام الحصن. يمكن أن يكون واحدا من أتباع فلينت القدامى (إلا أن هذا غير مذكور).
- جون: متمرد يصاب بجروح خلال مهاجمة البيت الخشبي ويقتل لاحقا عند مخبأ الكنز. يمكن أن يكون واحدا من أتباع فلينت القدامى (إلا أن هذا غير مذكور).
- أوبراين: متمرد ينجو من معركة الحصن ويتمكن من الفرار لكن يقتله إزرايل هاندز خلال شجار سكارى على متن الهيسبانيولا. يمكن أن يكون واحدا من أتباع فلينت القدامى (إلا أن هذا غير مذكور).
- ديك: واحد من القراصنة الثلاث المتروكين على الجزيرة عند نهاية الرواية.
- السيد آرو: نائب قبطان الهيسبانيولا. يشرب الخمر رغم وجود قاعدة تمنع ذلك على متن السفينة، كما أنه ضابط عديم الجدوى. يختفي في غموض قبل الوصول إلى الجزيرة ويأخذ منصبه جوب أندرسن. يبدو من المرجح أنه قتل وهذا ما قد يفسر اختفائه (إلا أن هذا غير مذكور).
- توم: بحار يحاول سيلفر ضمه للتمرد لكنه يرفض ذلك، فيقتله سيلفر بخنجره.
- آلان: بحار يرفض الانضمام للتمرد فيقتله المتمردون.
- بالإضافة إلى ذلك، هناك شخصيات لا تذكر أسمائهم. منهم القراصنة الأربعة الذين يُقتلون في هجوم الحصن مع جوب أندرسن، والقرصان الذي يُقتل قبل معركة البيت الخشبي، والقرصان الذي يطلق عليه النار العمدة تريلوني (الذي كان يصوب نحو إزرايل هاندز) والذي يموت لاحقا لجروحه، والقرصان الذي يترك على الجزيرة مع توم مورغان وديك.

## روابط خارجية
- جزيرة الكنز على موقع الموسوعة البريطانية (الإنجليزية)
- كتاب جزيرة الكنز
- نسخة لرواية جزيرة الكنز على موقع مؤسسة هنداوي للتعليم والثقافة